# Almbornia cafferensis
Almbornia cafferensis är en lavart som beskrevs av Essl. Almbornia cafferensis ingår i släktet Almbornia och familjen Parmeliaceae.   Inga underarter finns listade i Catalogue of Life.